# Kabinett Muscat I
Das maltesische Kabinett Muscat I wurde am 13. März 2013 von Premierminister Joseph Muscat von der Partit Laburista (PL) gebildet. Es löste das zweite Kabinett Gonzi ab und befand sich bis zum 2. April 2014 im Amt.

## Geschichte

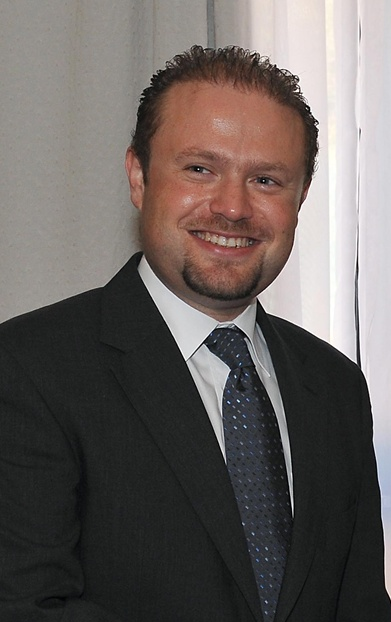
Joseph Muscat (2010)

Aus den Wahlen zum Repräsentantenhaus am 9. März 2013 ging die bislang oppositionelle Partit Laburista Joseph Muscats als klare Siegerin hervor. Sie erzielte 167.533 Stimmen (54,83 Prozent) und konnte sich damit um 6,04 Prozentpunkte verbessern. Im 69-köpfigen Repräsentantenhaus verfügt sie mit 39 Sitzen über eine deutliche absolute Mehrheit. Die seit 1998 regierende Partit Nazzjonalista (PN) von Premierminister Lawrence Gonzi verlor hingegen 6 Prozentpunkte und kam mit 132.426 Wählerstimmen nur noch auf 43,34 Prozent, so dass sie im Parlament nur noch 30 Abgeordnete stellen konnte.
Joseph Muscat übernahm daraufhin am 11. März 2013 von Lawrence Gonzi das Amt des Premierministers und stellte am 13. März 2013 sein erstes Kabinett vor. Nachdem Marie Louise Coleiro Preca am 2. April 2014 als Nachfolgerin von George Abela neue Staatspräsidentin Maltas wurde, bildete Muscat am 2. April 2014 sein zweites Kabinett.

## Minister
| Amt                                                                          | Name                       | Partei           | Anmerkungen                |
| ---------------------------------------------------------------------------- | -------------------------- | ---------------- | -------------------------- |
| Premierminister                                                              | Joseph Muscat              | Partit Laburista |                            |
| Vize-Premierminister und Minister für Angelegenheiten der Europäischen Union | Louis Grech                | Partit Laburista |                            |
| Außenminister                                                                | George Vella               | Partit Laburista |                            |
| Tourismusminister                                                            | Karmenu Vella              | Partit Laburista |                            |
| Minister für Bildung und Beschäftigung                                       | Evarist Bartolo            | Partit Laburista |                            |
| Minister für Verkehr und Infrastruktur                                       | Joe Mizzi                  | Partit Laburista |                            |
| Minister für nachhaltige Entwicklung, Umwelt und Klimawandel                 | Leo Brincat                | Partit Laburista |                            |
| Minister für Gozo                                                            | Anton Refalo               | Partit Laburista |                            |
| Ministerin für sozialen Dialog, Verbraucherangelegenheiten und Bürgerrechte  | Helena Dalli               | Partit Laburista |                            |
| Minister für Wirtschaft, Investitionen und Kleinunternehmen                  | Christian „Chris“ Cardona  | Partit Laburista |                            |
| Ministerin für Familien und Sozialpolitik                                    | Marie Louise Coleiro Preca | Partit Laburista |                            |
| Minister für Inneres und nationale Sicherheit                                | Emanuel Mallia             | Partit Laburista |                            |
| Finanzminister                                                               | Edward Scicluna            | Partit Laburista |                            |
| Minister für Energie und Wasserreinhaltung                                   | Konrad Mizzi               | Partit Laburista |                            |
| Gesundheitsminister                                                          | Godfrey Farrugia           | Partit Laburista | Rücktritt am 29. März 2014 |

Dem Kabinett gehörten ferner folgende Parlamentarische Sekretäre an:
| Amt | Name                | Partei           | Anmerkungen                                                               |
| --- | ------------------- | ---------------- | ------------------------------------------------------------------------- |
| Parlamentarischer Sekretär beim Premierminister für Planung und Verwaltungsvereinfachung                      | Michael Farrugia    | Partit Laburista |                                                                           |
| Parlamentarischer Sekretär beim Minister für EU-Angelegenheiten für EU-Mittel und die EU-Präsidentschaft 2017 | Ian Borg            | Partit Laburista |                                                                           |
| Parlamentarischer Sekretär beim Tourismusminister für Kommunalverwaltung und Kultur                           | Josè Herrera        | Partit Laburista |                                                                           |
| Parlamentarischer Sekretär beim Bildungsminister für Forschung und Innovation                                 | Stefan Buontempo    | Partit Laburista |                                                                           |
| Parlamentarischer Sekretär für Landwirtschaft, Fischerei und Tierrechte                                       | Roderick Galdes     | Partit Laburista |                                                                           |
| Parlamentarischer Sekretär für Justiz                                                                         | Owen Bonnici        | Partit Laburista | Seit Juni 2013 Parlamentarischer Sekretär beim Premierminister für Justiz |
| Parlamentarischer Sekretär für Wettbewerbsfähigkeit und Wirtschaftswachstum                                   | Edward Zammit Lewis | Partit Laburista |                                                                           |
| Parlamentarischer Sekretär für aktives Älterwerden und Behindertenrechte                                      | Franco Mercieca     | Partit Laburista | Rücktritt am 29. März                                                     |